# Florian Trèves
Pour les articles homonymes, voir Trèves.
Florian Trèves, né le 8 avril 1966, a été 5ème aux Championnats du Monde et champion de France junior de saut à ski dans les années 1980. Il est le fils de Gérard Trèves.